# Михелштат
Михелштат (њем. Michelstadt) град је у њемачкој савезној држави Хесен. Једно је од 15 општинских средишта округа Оденвалд. Према процјени из 2010. у граду је живјело 16.666 становника. Посједује регионалну шифру (AGS) 6437011.

## Географски и демографски подаци
Михелштат се налази у савезној држави Хесен у округу Оденвалд. Град се налази на надморској висини од 206 метара. Површина општине износи 87,0 km². У самом граду је, према процјени из 2010. године, живјело 16.666 становника. Просјечна густина становништва износи 192 становника/km².

## Међународна сарадња
| Мјесто | Држава    | Врста сарадње | Од    |
| ------ | --------- | ------------- | ----- |
| Хулст  | Холандија | партнерство   | 1969. |
|        | Француска | партнерство   | 1972. |
| Извор  |           |               |       |